# Hill Top (Eggleston)
Hill Top – wieś w Anglii, w hrabstwie Durham, w rejonie Teesdale. Leży 34 km na południowy zachód od miasta Durham i 368 km na północ od Londynu.